# Cholit
Cholit (hebrejsky חוֹלִית, podle slova Chol - „Písek“, v oficiálním přepisu do angličtiny Holit) je vesnice typu kibuc v Izraeli, v Jižním distriktu, v Oblastní radě Eškol.

## Geografie
Leží v nadmořské výšce 73 metrů na severozápadním okraji pouště Negev; v oblasti která byla od 2. poloviny 20. století intenzivně zúrodňována a zavlažována a ztratila charakter pouštní krajiny. Jde o zemědělsky obdělávaný pás přiléhající k pásmu Gazy a navazující na pobřežní nížinu. Jižně od tohoto sídelního pásu ovšem ostře začíná zcela aridní oblast pouštního typu zvaná Cholot Chaluca.
Obec se nachází 16 kilometrů od břehu Středozemního moře, cca 102 kilometrů jihojihozápadně od centra Tel Avivu, cca 103 kilometrů jihozápadně od historického jádra Jeruzalému a 43 kilometrů západně od města Beerševa. Cholit obývají Židé, přičemž osídlení v tomto regionu je etnicky převážně židovské. 3 kilometry severozápadním směrem ale začíná pásmo Gazy s početnou arabskou (palestinskou) populací. 6 kilometrů na západ leží izraelsko-egyptská hranice.
Cholit je na dopravní síť napojen pomocí lokální silnice 240.

## Dějiny
Cholit byl založen v roce 1980. Leží v kompaktním bloku zemědělských vesnic Chevel Šalom, do kterého spadají obce Avšalom, Dekel, Cholit, Jated, Jevul, Kerem Šalom, Pri Gan, Sdej Avraham, Sufa a Talmej Josef. Původně obec vznikla už roku 1977 na Sinajském poloostrově jako jedna z izraelských osad, které tam byly zřizovány během izraelské kontroly tohoto egyptského území po roce 1967. Původně šlo o polovojenské sídlo typu Nachal, 17. ledna 1978 přeměněné na ryze civilní vesnici typu kibuc. Stála nedaleko od města Jamit. Tato původní sinajská osada Cholit byla ale vystěhována v důsledku podpisu egyptsko-izraelské mírové smlouvy, kdy Izrael území Sinaje vrátil Egyptu. Kibuc pak byl znovu postaven roku 1982 v nynější lokalitě.
Místní ekonomika je založena na zemědělství (pěstování zeleniny, sadovnictví) a turistickém ruchu. Část obyvatel za prací dojíždí mimo obec. Každoročně probíhá v kibucu školení jednotek Nachal. V obci funguje plavecký bazén, sportovní areály, knihovna, společenské centrum a obchod se smíšeným zbožím.

## Demografie
Obyvatelstvo kibucu je sekulární. Podle údajů z roku 2013 tvořili naprostou většinu obyvatel v Cholitu Židé (včetně statistické kategorie "ostatní", která zahrnuje nearabské obyvatele židovského původu ale bez formální příslušnosti k židovskému náboženství).
Jde o menší obec vesnického typu s dlouhodobě stagnující populací. K 31. prosinci 2014 zde žilo 135 lidí. Během roku 2014 populace stoupla o 21,6 %.
| Rok            | 1983 | 1995 | 2001 | 2003 | 2004 | 2005 | 2006 | 2007 | 2008 | 2009 | 2010 | 2011 | 2012 | 2013 | 2014 |
| -------------- | ---- | ---- | ---- | ---- | ---- | ---- | ---- | ---- | ---- | ---- | ---- | ---- | ---- | ---- | ---- |
| Počet obyvatel | 63   | 70   | 123  | 119  | 111  | 102  | 92   | 112  | 114  | 104  | 119  | 107  | 110  | 111  | 135  |